# Élément mononucléidique
Ne doit pas être confondu avec élément monoisotopique, élément avec un seul isotope stable.
Un élément mononucléidique est un élément qui est naturellement présent sur Terre essentiellement sous la forme d'un seul nucléide, que celui-ci soit stable ou non, et qui aura donc une masse atomique caractéristique. Ainsi, l'abondance naturelle isotopique de cet élément sera dominé par un seul isotope stable ou par un isotope instable à durée de vie très longue. Il existe 19 éléments dans la première catégorie (donc à la fois mononucléidiques et monoisotopiques) et 3 dans la seconde (mononucléidiques mais pas monoisotopiques) soit 22 éléments mononucléidiques au total.
Sur les 26 éléments monoisotopiques, sept ne sont donc pas mononucléidiques. Ils ne possèdent bien qu'un seul isotope stable mais ils ont aussi un radioisotope primordial de durée de vie très longue, qui coexiste avec l'élément stable dans une fraction significative, et dans de rares cas de façon majoritaire voire quasi exclusive. Ces éléments sont le vanadium, le rubidium, l'indium, le lanthane, l'europium, le rhénium et le lutécium.

## Utilisation en métrologie
Les éléments mononucléidiques ont une grande importance en science, et en particulier en métrologie, car leur masse atomique peut être mesurée avec une grande précision, l'incertitude due à la présence possible d'un autre isotope dans un échantillon étant minimale.

## Contamination par des traces d'un isotope instable
Des concentrations très faibles (traces) d'isotopes instables peuvent être trouvées dans des échantillons naturels d'éléments mononucléidiques. Par exemple, le béryllium 10 (10Be), qui possède une demi-vie de 1,4 million d'années, est produit par les rayons cosmiques dans la haute atmosphère terrestre ; l'iode 129 (129I), avec une demi-vie de 15,7 millions  peut être produit par un nombre varié de mécanismes cosmogéniques ou nucléaires ; le césium 137 (137Cs), avec une demi-vie de 30 ans, est produit par des réactions de fission nucléaire.
Tout le plutonium présent dans la nature, en dehors des minerais d'uranium, est sous la forme d'un seul nucléide primordial radioactif, le plutonium 244, ce qui fait par définition du plutonium un  élément mononucléidique. Cependant, en pratique, le très rare plutonium primordial a été largement contaminé par des isotopes (tels que le plutonium 239) produits par des neutrons des minerais d'uranium, des réacteurs ou des armes nucléaires ce qui rend ce nucléide inutile en métrologie. Le plutonium n'est donc pas en règle générale listé comme mononucléidique du fait de son absence d'utilité comme mononucléidique.

## Table complète des éléments mononucléidiques
| Élément      | Nucléide | Z (p) | N (n) | Masse isotopique (u) |            |
| ------------ | -------- | ----- | ----- | -------------------- | ---------- |
| béryllium    | 9Be      | 4     | 5     | 9,012182(3)          |            |
| fluor        | 19F      | 9     | 10    | 18,998 403 2(5)      |            |
| sodium       | 23Na     | 11    | 12    | 22,989770(2)         |            |
| aluminium    | 27Al     | 13    | 14    | 26,981538(2)         |            |
| phosphore    | 31P      | 15    | 16    | 30,973 761(2)        |            |
| scandium     | 45Sc     | 21    | 24    | 44,955910(8)         |            |
| manganèse    | 55Mn     | 25    | 30    | 54,938049(9)         |            |
| cobalt       | 59Co     | 27    | 32    | 58,933 200(9)        |            |
| arsenic      | 75As     | 33    | 42    | 74,92160(2)          |            |
| yttrium      | 89Y      | 39    | 50    | 88,90585(2)          |            |
| niobium      | 93Nb     | 41    | 52    | 92,90638(2)          |            |
| rhodium      | 103Rh    | 45    | 58    | 102,90550(2)         |            |
| iode         | 127I     | 53    | 74    | 126,904 47(3)        |            |
| césium       | 133Cs    | 55    | 78    | 132,90545(2)         |            |
| praséodyme   | 141Pr    | 59    | 82    | 140,90765(2)         |            |
| terbium      | 159Tb    | 65    | 94    | 158,925 34(2)        |            |
| holmium      | 165Ho    | 67    | 98    | 164,93032(2)         |            |
| thulium      | 169Tm    | 69    | 100   | 168,93421(2)         |            |
| or           | 197Au    | 79    | 118   | 196,966 55(2)        |            |
| bismuth      | 209Bi    | 83    | 126   | 208,98038(2)         | radioactif |
| thorium      | 232Th    | 90    | 142   | 232,038 1(1)         | radioactif |
| protactinium | 231Pa    | 91    | 140   | 231,03588(2)         | radioactif |

Données depuis Atomic Weights and Isotopic Compositions, ed, J. S. Coursey, D. J. Schwab and R. A. Dragoset, National Institute of Standards and Technology (2005).